# Pena di morte in Cile

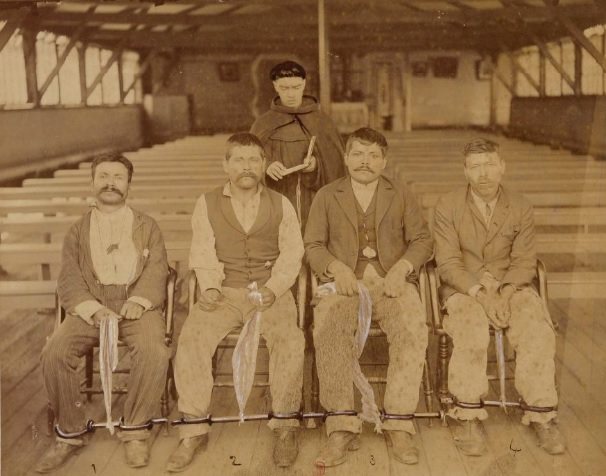
Condennati a morte nella cappella della prigione di Santiago, giustiziati il 1º ottobre 1895

La pena di morte in Cile è stata abolita nel 2001 dalla legge n. 19734, sotto il Governo Lagos, attraverso la modifica di varie disposizioni (del codice penale, della legge sulla sicurezza dello stato, del codice di giustizia militare), sostituendo la pena capitale con l'ergastolo rafforzato, che limita la concessione della liberazione condizionale prima di aver scontato una pena detentiva di 40 anni. La legge penale militare mantiene la pena di morte in tempo di guerra.
L'art. 19 della Costituzione pone una riserva di legge rafforzata per la previsione di un delitto punito con pena capitale; la legge incriminatrice dovrà quindi essere approvata a maggioranza qualificata. La I disposizione transitoria della Costituzione manteneva le disposizioni previgenti fino all'approvazione di tali leggi qualificate, mai avvenuta fino all'abolizione della pena di morte.

## Storia

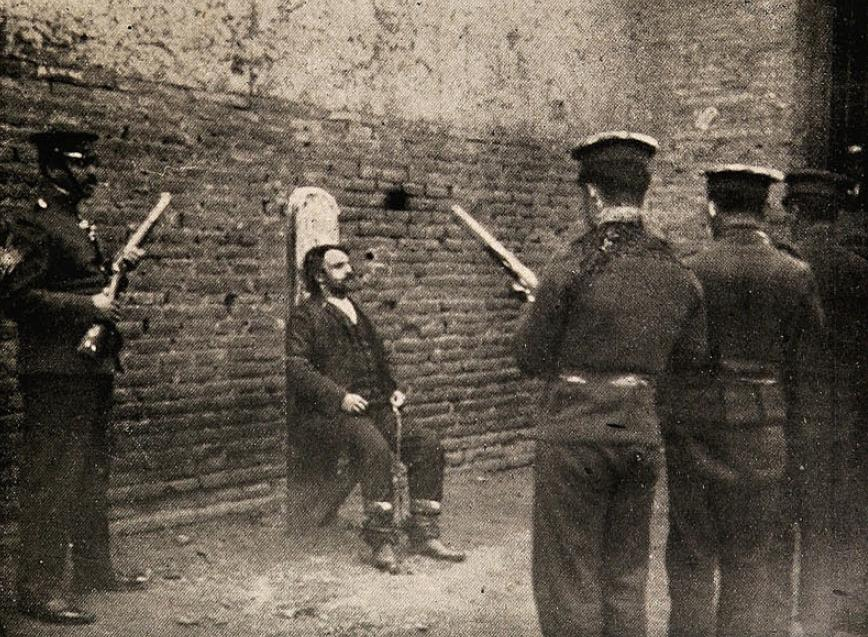
L'esecuzione di Émile Dubois. Il condannato disse «giustiziatemi e puntate bene al cuore»

La pena di morte fu applicata in Cile fin dall'epoca coloniale, e dalla sua recezione nel 1875 (all'epoca del definitivo instaurarsi della giustizia repubblicana in luogo del sistema coloniale) vi furono condannati 58 imputati, tutti per qualche forma di omicidio aggravato da altre circostanze o dal concorso con altri gravi reati (furto, rapina, incendio, violenza sessuale). Il primo di essi fu condannato per omicidio aggravato da furto e condotto davanti al plotone d'esecuzione il 3 febbraio 1890. L'ultima applicazione della pena capitale risale invece al 29 gennaio 1985, e pose fine alla vita dei carabineros Carlos Alberto Topp Collins e Jorge Sagredo Pizarro, assassini seriali noti come gli psicopatici di Viña del Mar e responsabili di una decina di omicidi.